# Esteve Polls i Borrell
Esteve Polls i Borrell   (Sant Cugat del Vallès, 1950) és un il·lustrador i autor de còmic català. Fill d'Esteve Polls i Condom, escenògraf i director de teatre, i de Concepció Borrell i Pujol. Començà al món del còmic treballant amb l'editorial Bruguera. Amb 15 anys va il·lustrar un treball futbolístic de Thomson G.B., després de treballar a Edifumetto a Itàlia, també dibuixà algun episodi de Conan, només publicats a Alemanya, Espanya, França i països nòrdics, amb Xavier Marturet (guió), Rafael López (dibuix) i Esteve Polls/Tomás Morón (tinta). Ha treballat amb el seu germà Josep Maria Polls, guionista, en el còmic de Macbeth, i després de Marvel France i Disney Europe, passà a Planet i Dynamic Force i Dynamite Entertainment, dels Estats Units, on treballa amb assiduïtat des del 2006, des del seu estudi personal a Sant Cugat, la seva població. Amb aquesta companyia publica àlbums de personatges llegendaris del món del dibuix com El Zorro i The Lone Ranger.
Treballa directament en llapis i disposa de la tinta d'un guionista al seu costat. Sembla que els seus dibuixos s'adapten a les expectatives dels personatges immillorablement. El seu traç és definit i inconfusible, la línia és vigorosa i plena de matisos, sense defugir la realitat concreta. Les composicions s'adapten a l'èpica dels personatges i les situacions que conviuen i, sempre, sap trobar un caràcter per a remarcar i un paisatge que evoqui l'essència de la puresa que volen representar les aventures dels seus dibuixos.
Entre els projectes futurs està treballant en un de nou amb el guionista Charles "Chuck" Dixon. Es tracta producte de l'edat mitjana a Europa, en l'època dels teutons i els cavallers templers.

## Obra
- The Football (dues pàgines) de Thomson G. B. d'Anglaterra, 1965.
- Fronteras (Fronteres) publicada a la Revista CIMOC el 1985.
- Macbeth: Un traidor desconocido, protagonitzada per un assassí a sou ambientada als anys 20 per Josep Maria Polls i Esteve Polls a la Revista CIMOC, núm. 103 de 1989.[3]
- Órbita Casual, Història de ciència-ficció, amb guió de R.B. Carissimi i portada d'Albert Casanelles, a La Galera, S. A. Editorial, Barcelona, 1995, Xavier Marturet (guió), Rafael López (dibuix) y Esteve Polls/Tomás Morón (tinta)
- Nagdila, basat en la biografia del rabí Shmuel HaNagid, anomenat Nagdilas. Dos volums a HC (2005-2007 Mahrwood Press)
- The Good, the Bad, and the Ugly (El Bo, el Lleig i el Dolent) del núm. 01 al 06 (2009), del 07 al 08 (2010) amb guions de Chuck Dixon el 2009
- The Expendables (Els Reemplaçables) (Los Mercenarios) del 01 al 04 el 2010
- The Lone Ranger (L'Últim Rànger) (El Llanero solitario) amb guions de Chuck Dixon,
- The Lone Ranger & Tonto 04, (2010) i el 05 (2011)
- The Lone Ranger & The Zorro 01 al 05 (2011)
- The Zorro Rides Again, (El Zorro cavalca de nou) del 01 al 06 (2011)
- The Lone Ranger del 01 al 06 (2012)
- The Lone Ranger Vol 2 07 i 08 (2012)
- The Lone Ranger Snake of Iron 01 al 04 (2012)
- The Lone Ranger 09 a l'11 (2012)
- The Lone Ranger del 12 al 16 (2013)